# Erlebnisturm Waldpfad Binningen
Der Erlebnisturm Waldpfad Binningen ist ein Aussichtsturm in der Gemeinde Binningen im Kanton Basel-Landschaft.

## Situation
Der im Jahre 2007 aus Douglasienholz erstellte Turm ist 15 Meter hoch. 44 Treppenstufen führen zur Aussichtsplattform in 10 Meter Höhe.
In ca. 10 Minuten führen Wanderwege vom Binninger Dorfrand zum Aussichtsturm.

## Warum ein Turm im Allschwiler Wald?
Der Erlebnisturm ist Teil des Waldpfades Binningen. Wer auf dem Turm in die Höhe steigt, gelangt mitten in die Baumkronen. Dies ermöglicht einen völlig neuen Bezug zu den Bäumen.

## Die Konstruktion
Die Turmkonstruktion basiert auf einer dreieckigen Grundfläche. Drei Holzstämme bilden das tragende Gerüst des Turmes. In der Mitte wurde ebenfalls um einen Holzstamm herum eine Treppe errichtet. Der Turm umfasst zwei Plattformen und ist mit einem Dach gedeckt.

## Galerie

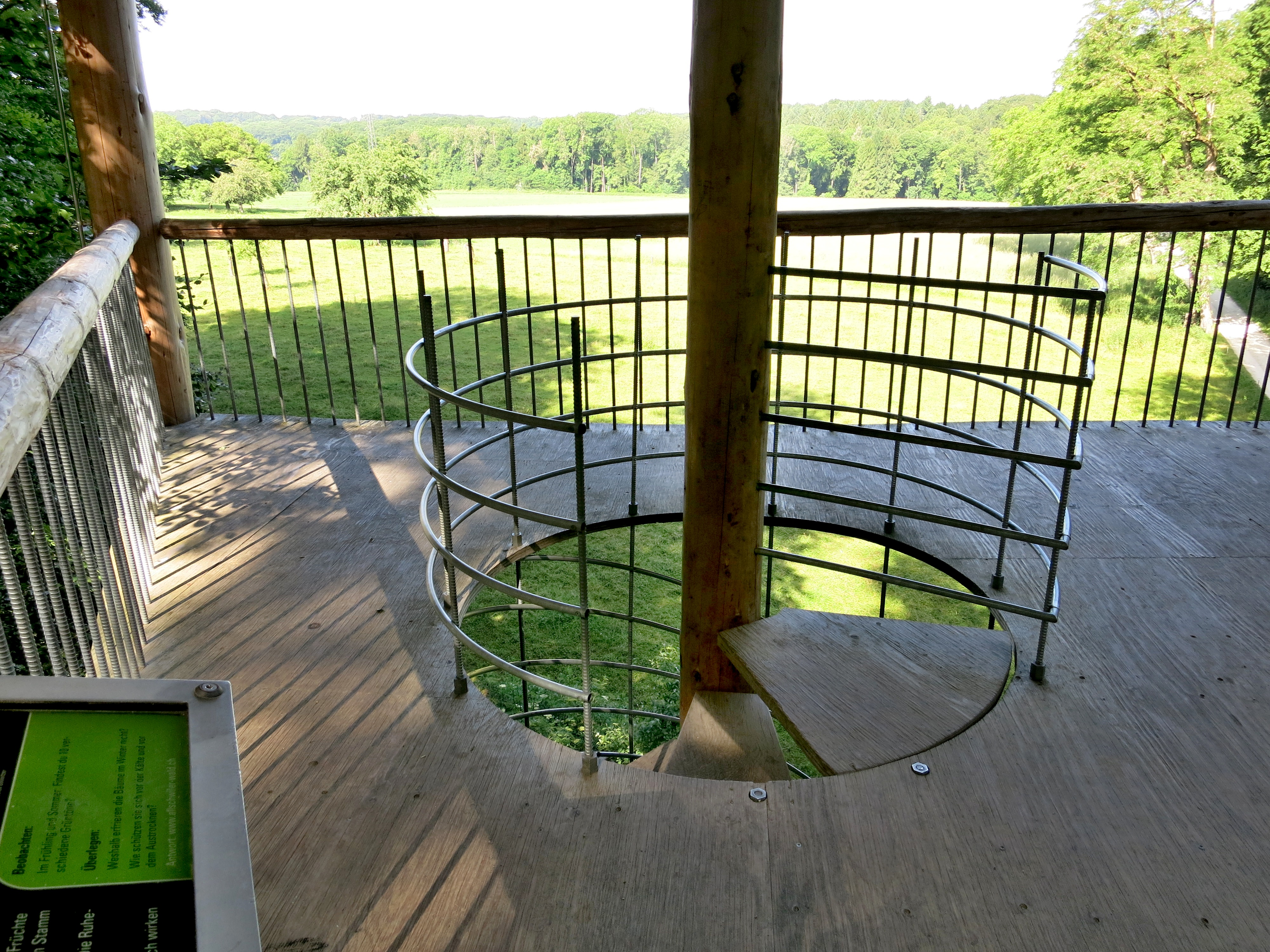
Aussichtsturm
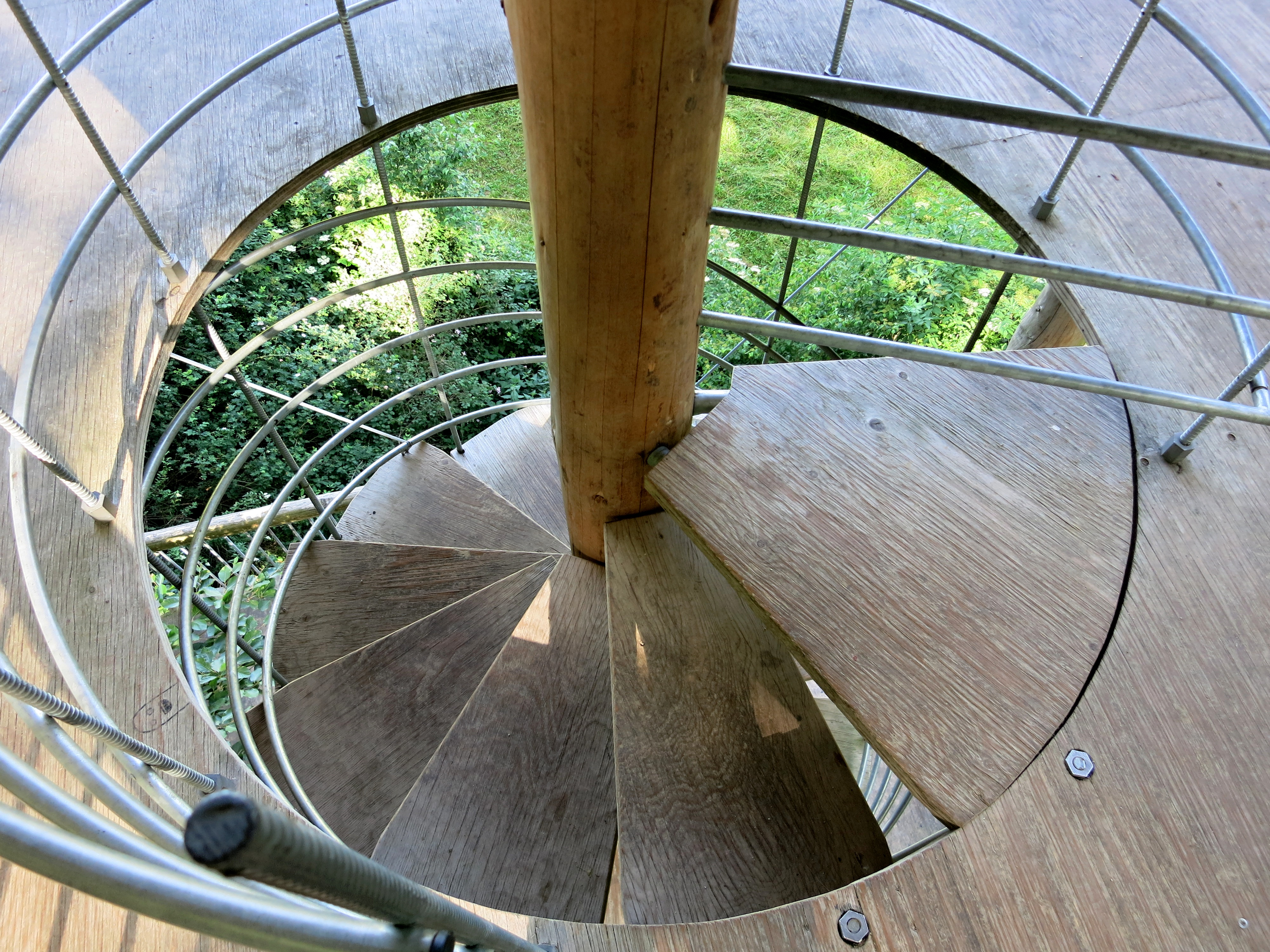
Treppen
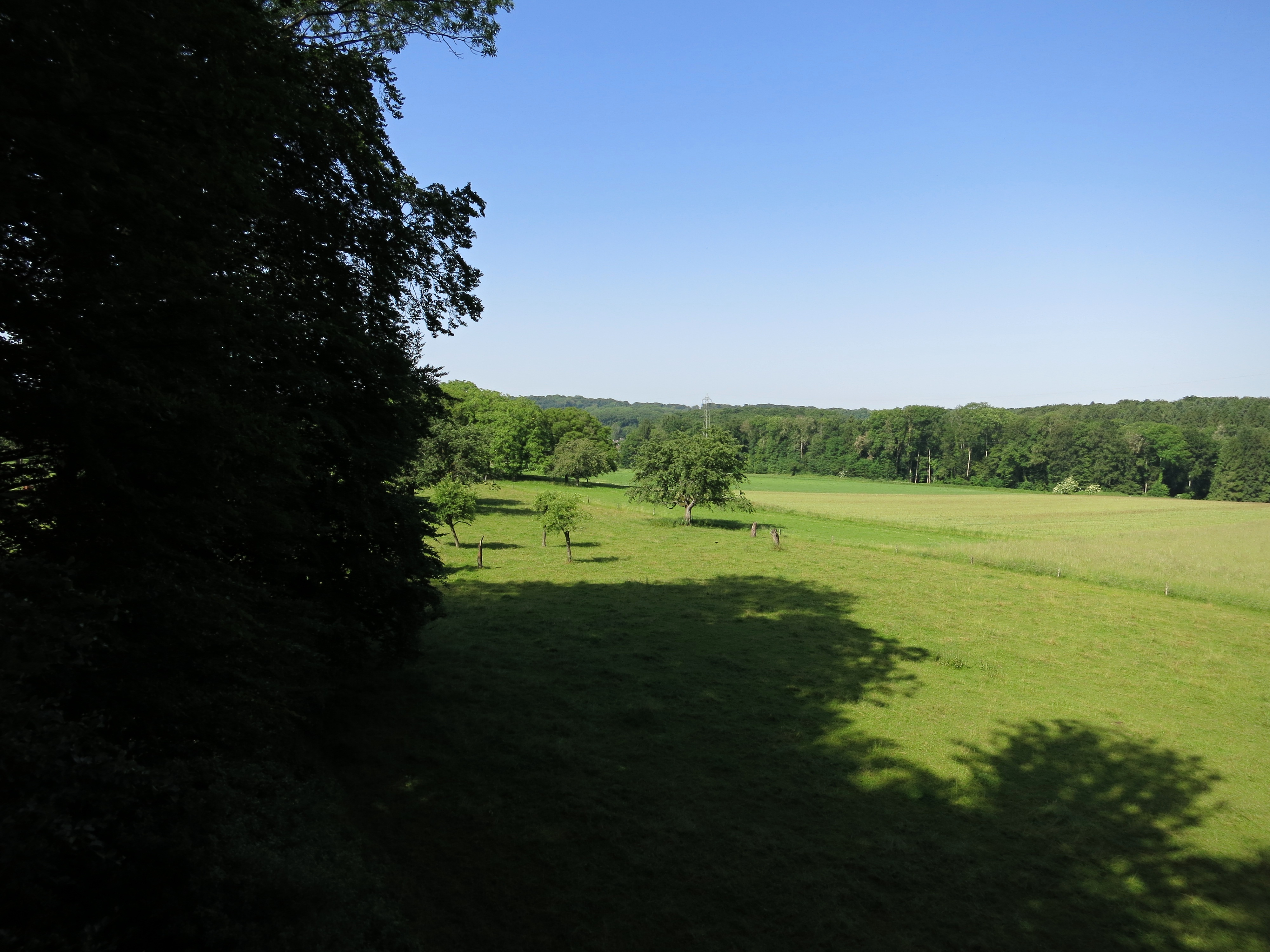
Sicht Richtung Südwesten
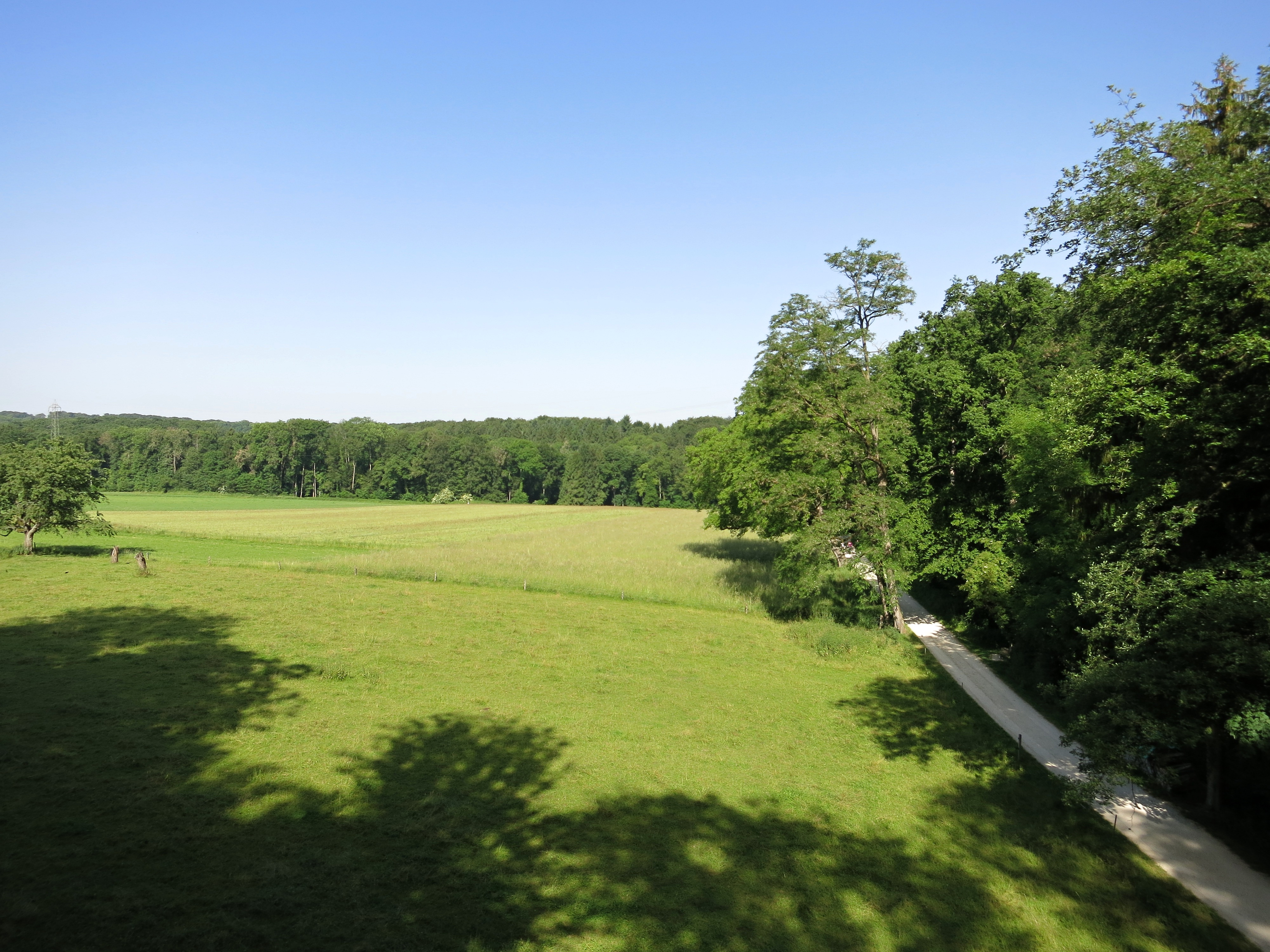
Sicht Richtung Westen